# Szkaplerz Najświętszego Serca Jezusa

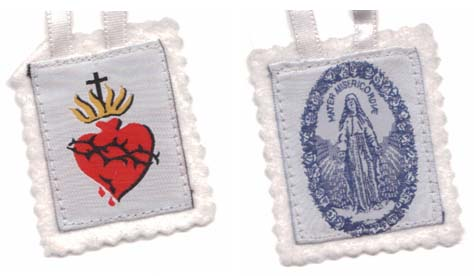
Szkaplerz Najśw. Serca Jezusa

Szkaplerz Najświętszego Serca Jezusa (Szkaplerz Serca Jezusowego, łac. Scapulare Sacri Cordis Jesu) – katolickie sakramentale wyrażone przez dwa małe kawałki białego sukna wełnianego połączone dwiema białymi tasiemkami, do noszenia na szyi. Na jednej części znajduje się obrazek samego Serca Jezusowego z Jego atrybutami (okolone koroną cierniową, z krzyżem i płomieniami u góry oraz strumieniem krwi i wody wypływającym z boku), na drugiej obrazek Maryi Panny otoczonej wieńcem róż, z rozłożonymi dłońmi, z których wychodzą promienie i podpisem: „Matka Miłosierdzia”.

## Geneza
Szkaplerz Serca Jezusowego, w przeciwieństwie do znacznie wcześniejszej od niego Odznaki Serca Jezusowego, zwanej Małym Szkaplerzem, wykonany, tak jak inne szkaplerze, z wyjątkiem Szkaplerza Zielonego Niepokalanego Serca Maryi, w dwóch płatkach, powstał w 1876 roku we Francji.

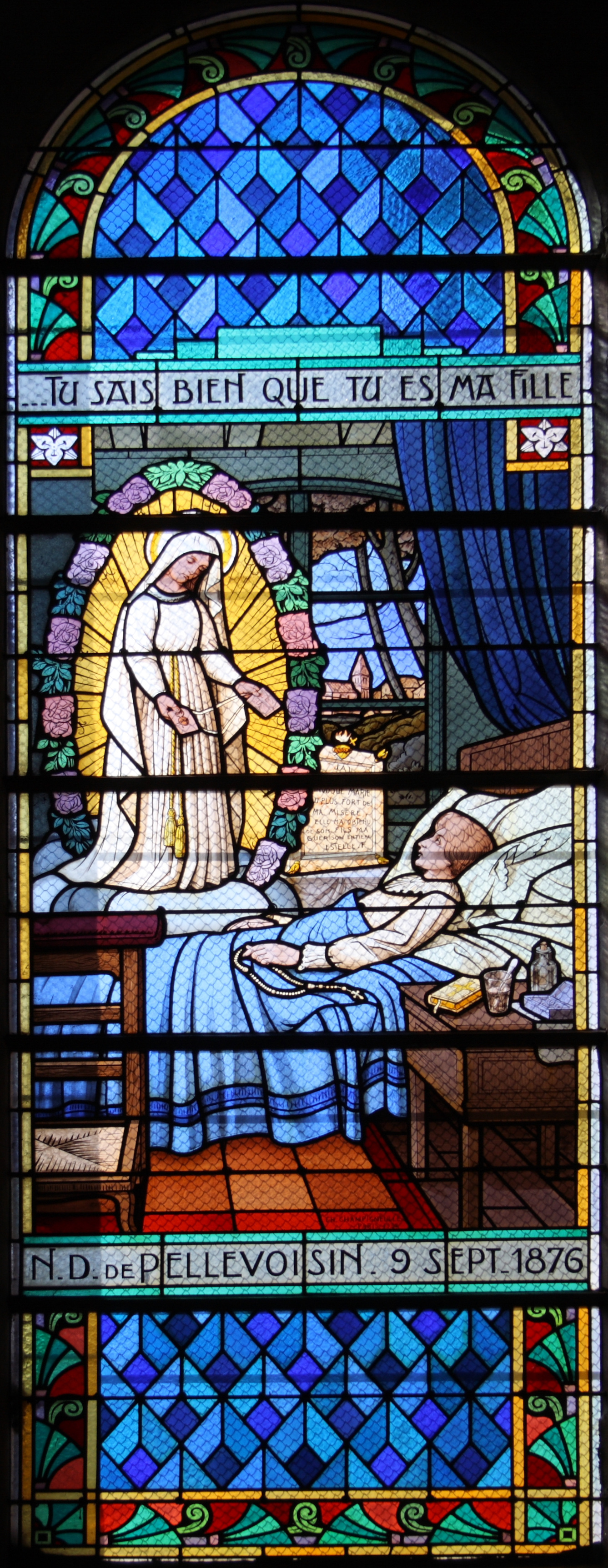
Witraż przedstawiający Najświętszą Maryję Pannę ukazującą Szkaplerz NSJ umierającej Estelli Faguette oraz uzdrawiającą ją (skrót wydarzeń)

Został on ukazany przez Najświętszą Maryję Pannę Estelli Faguette podczas objawień w Pellevoisin w 1876 roku. Wówczas to Maryja skarżyła się, że ludzie nie szanują Jej Syna w Eucharystii oraz myślą o innych rzeczach w czasie modlitwy. Apelowała o zachowywanie nieustannie pokoju ducha oraz przypomniała jej: „Gdziekolwiek jesteś i cokolwiek robisz, możesz wyjednać sobie błogosławieństwo i głosić moją chwałę”.
Podczas jednego z objawień, 9 września, Matka Boża ukazała, iż nosi na szyi biały szkaplerz z czerwonym emblematem Najświętszego Serca Jezusowego, mówiąc przy tym: „Kocham tę formę pobożności”. 11 listopada Estella Faguette wykonała pierwszy szkaplerz według podanego wzoru. Usłyszała wówczas od Maryi: „Nie zmarnowałaś dzisiejszego dnia. Pracowałaś dla mnie”.
8 grudnia, podczas ostatniego objawienia Matka Boża podała jej do ucałowania szkaplerz i poleciła pojechać do arcybiskupa i pokazać mu wykonany wcześniej wzór oraz powiedzieć mu, że pomagając w tym sprawi Jej przyjemność. Maryja powiedziała też, iż „raduje Ją widok, jak Jej dzieci noszą szkaplerz, podczas gdy odwracają się od wszystkiego, co obraża Jej Syna oraz gdy otrzymują Sakrament Jego Miłości i mogą naprawić szkody, które już wyrządzili”. Dodała Estelli: „Spójrz na łaski, jakie Ja wyleję na wszystkich, którzy noszą szkaplerz, ufają Mi i podczas rozpowszechniania tego nabożeństwa”. Gdy rozłożyła ręce, z Jej dłoni zaczęły kapać krople, na których były wypisane nazwy łask, m.in.: zdrowie, ufność, szacunek, miłość, świętość - „wszelkie łaski, o których można pomyśleć”. Maryja wyjaśniła: „To łaski od Mego Syna. Czerpię je z Jego Serca. On Mi nie może niczego odmówić”.
Kiedy Estella Faguette zapytała, jaki wizerunek ma być z drugiej strony szkaplerza, usłyszała: „Zachowałam tę stronę dla siebie. Pomyślisz o niej, a potem przekażesz swoje myśli świętemu Kościołowi. On zadecyduje”. W efekcie umieszczono tam wizerunek Matki Bożej otoczonej wieńcem róż, z rozłożonymi dłońmi, z których wychodzą promienie.

## Historia

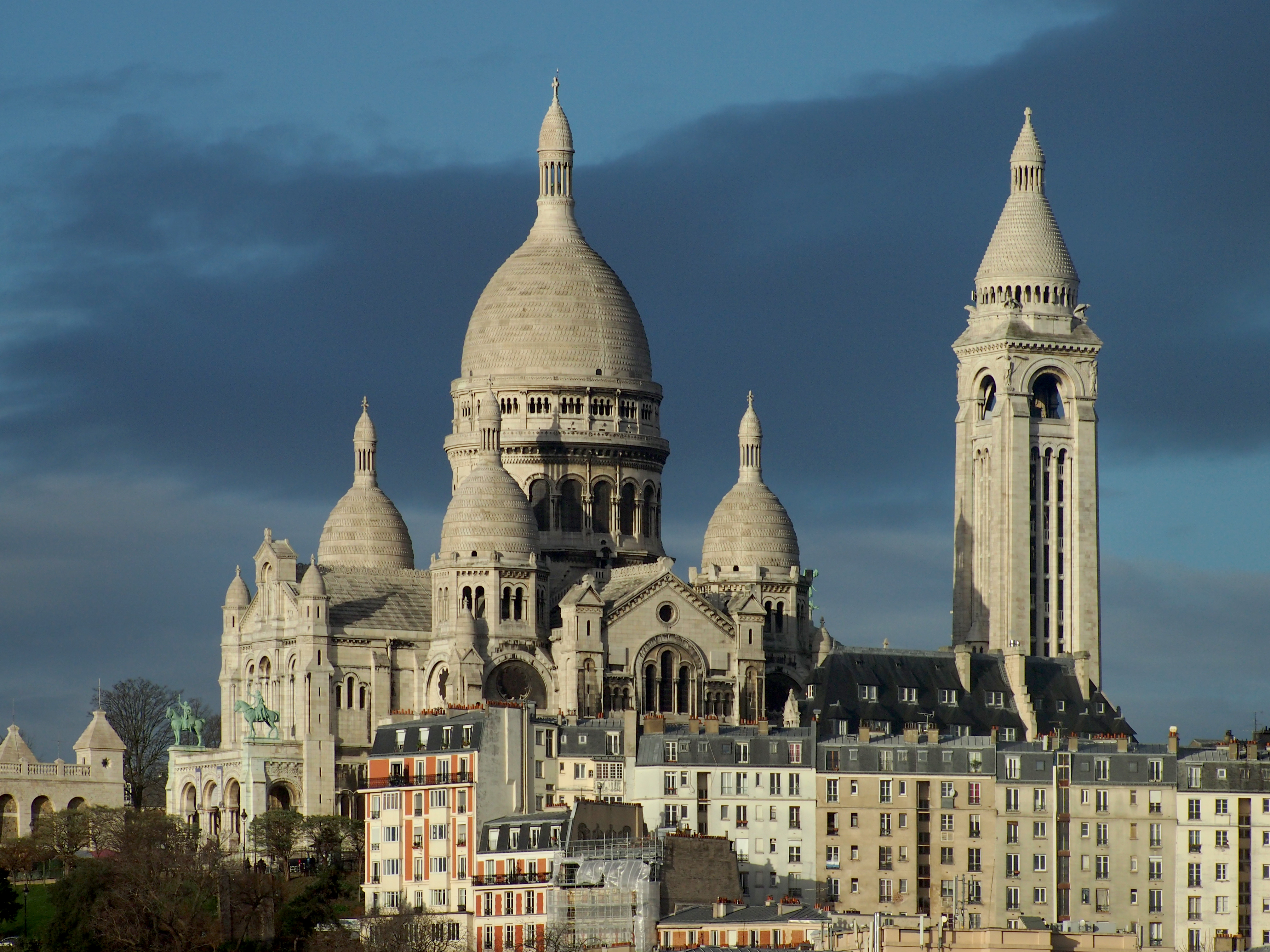
Bazylika Sacre Coeur, Montmartre

Szkaplerz Serca Jezusowego powstał i rozpowszechnił się wraz z odnową życia religijnego narodu francuskiego, przypadającą na owocny moralnie i gospodarczo okres rządu odnowy moralnej Patrice Mac-Mahona, prezydenta Francji w latach 1873-79. To wówczas na Montmartre w Paryżu rozpoczęto budowę  bazyliki pod wezwaniem Najświętszego Serca Pana Jezusa (Bazylika Sacré-Cœur).
Bardzo popularne w ostatnich dziesięcioleciach wieku XIX i pierwszych XX nabożeństwo do Najświętszego Serca Pana Jezusa przyczyniło się też do rozpowszechnienia tego szkaplerza. W celu jego propagowania utworzono w 1877 roku Bractwo Maryi Matki Miłosierdzia z Pellevoisin, erygowane wówczas przez arcybiskupa Bourges, który zaaprobował też Szkaplerz. W drugiej połowie XX wieku stopniowo tracił on na popularności, podobnie jak inne szkaplerze, z wyjątkiem karmelitańskiego.

## Wspólnoty związane ze Szkaplerzem NSJ
Przede wszystkim ze szkaplerzem tym związane było Arcybractwo Maryi Matki Miłosierdzia z Pellevoisin, które zatwierdził papież Leon XIII w 1894 roku. Szkaplerz ten mogli nosić też nieobowiązkowo członkowie Bractwa Serca Jezusowego. Sam szkaplerz został zatwierdzony dekretem Kongregacji Obrzędów w 1900 roku. Równocześnie Kongregacja przepisała osobne modlitwy przy poświęceniu i nakładaniu tego szkaplerza, którymi posługiwać się mogą ci tylko, którzy od Stolicy Apostolskiej otrzymali na to pozwolenie. Znajduje się on w Rituale Romanum: Benedictio et impositio Scapularis Sacri Cordis Jesu.
Władzę nakładania tego szkaplerza nadała ta sama kongregacja w 1900 roku generałowi Oblatów Niepokalanego Poczęcia NMP, on zaś może ją przekazywać  innym księżom. Później udzielono tej samej władzy rektorom bazyliki Sarce Coeur i świątyni w Paray-le-Monial oraz dyrektorowi Bractwa Serca Jezusowego w kościele Santa Maria de la Pace w Rzymie. W 1906 roku także Księża Sercanie otrzymali tę samą władzę. Generał tego zgromadzenia może jej udzielać i innym księżom. Również Misjonarze Najświętszego Serca Jezusowego mogą poświęcać i nakładać ten szkaplerz. Generał tego zgromadzenia może też udzielić tej władzy każdemu kapłanowi należącemu do Bractwa Królowej Serca Jezusowego. W 1922 roku papież Pius XI przyznał księżom z parafii w Pellevoisin władzę nakładania go oraz delegowania tej władzy innym kapłanom. „By nabożeństwo do Serca Jezusowego i gorliwa miłość do Niego zachowały się i pomnażały wśród wiernych”, papież Leon XIII udzielił za noszenie tego szkaplerza w 1900 roku licznych odpustów.

## Obowiązki noszących Szkaplerz NSJ
Noszenie Szkaplerza Serca Jezusowego nie musi się wiązać z przynależnością do któregokolwiek ze stowarzyszeń ku czci Najświętszego Serca Pana Jezusa. Należy tylko praktykować to nabożeństwo w dowolnej uznanej formie oraz odmawiać wezwania:
Jezu cichy i pokornego Serca, uczyń serca nasze według Serca Twego.
Maryjo Matko łaski i Matko miłosierdzia, broń nas od nieprzyjaciół i przyjmij w godzinę śmierci.